# David Armand
David Armand (født David Whitehead i september 1977, Kettering) er en engelsk komiker, skuespiller og manuskriptforfatter, der også har optrådt i teater, film, radio og nok mest endt forskellige tv-programmer. Han har bl.a. medvirket i Fast and Loose, Episodes, How Not to Live Your Life, Pulling, The Armstrong & Miller Show, Swinging og Peep Show.
Han er også en af manuskriptforfatterne og medvirkende i CBBC shows Sorry, I've Got No Head ogPixelface. Han har også skrevet for programmer som The Peter Serafinowicz Show og Katy Brand's Big Ass Show.
Han blev bredt kendt for sin mimiker-karakter Johann Lippowitz, hvormed han mimede til Natalie Imbruglias sang "Torn", som blev optaget og sendt af HBO Comedy, der blev et viralt hit på internettet i 2005.